# Bradley Brooks
Bradley Brooks (Blackburn, 20 februari 2000) is een Engelse dartsspeler die uitkomt voor de PDC. Op woensdag 9 juli 2025 won hij zijn eerste toernooi bij de senioren van de PDC.

## Carrière
Brooks haalde de laatste 64 van de UK Open 2020. In 2020 wist Brooks het PDC World Youth Championship te winnen door in de halve finale Niels Zonneveld te verslaan en in de finale nipt met 6-5 te winnen van Joe Davis. Hij deed tweemaal mee aan het PDC WK en verloor beide keren in de eerste ronde met 2-3. Ook deed hij in 2021 mee aan de Grand Slam of Darts, waarbij hij de knock-outfase bereikte.
Brooks wist op de laatste finaledag van de Q-School in 2025 een Tour Card te behalen via de UK Q-School Order of Merit. Hierdoor verzekerde hij zich voor twee jaar toegang tot het professionele circuit. Daarop behaalde hij in juli van dat jaar de finale van Players Championship 21 door William Borland, Chris Dobey, Brendan Dolan, James Wade, Josh Rock en James Hurrell te verslaan. In zijn eerste Players Championship-finale won Brooks van Gerwyn Price met een uitslag van 8-5, om zo zijn eerste Pro Tour-titel te bemachtigen.

## Resultaten op wereldkampioenschappen

### PDC
- 2021: Laatste 96 (verloren van Dirk van Duijvenbode met 2-3)
- 2022: Laatste 96 (verloren van William Borland met 2-3)

### PDC World Youth Championship
- 2018: Groepsfase (gewonnen van Hampus Norrström met 5-2, verloren van Tom Lonsdale met 3-5)
- 2019: Groepsfase (gewonnen van Erik Pu met 5-1, verloren van Martin Schindler met 2-5)
- 2020: Winnaar (gewonnen in de finale van Joe Davis met 6-5)
- 2021: Laatste 16 (verloren van Kevin Doets met 3-5)
- 2022: Laatste 32 (verloren van Nathan Girvan met 1-6)
- 2023: Laatste 16 (verloren van Sebastian Białecki met 1-6)
- 2024: Laatste 16 (verloren van Nathan Rafferty met 2-6)